# William Willard Ashe
William Willard Ashe (1872 - 1932) fue un botánico estadounidense, conocido como prolífico coleccionista de especímenes de plantas y uno de los primeros defensores del conservacionismo en el sur de los Estados Unidos.

## Algunas publicaciones
- william willard Ashe. 2010a. Chestnut in Tennessee. Edición reimpresa de Kessinger Publ. LLC, 40 pp. ISBN 1169576109

- -------------------------------. 2010b. Forest Fires: Their Destructive Work, Causes and Prevention (1895). Edición reimpresa de Kessinger Publ. LLC, 72 pp. ISBN 1164649604

- -------------------------------. 2010c. The Forests, Forest Lands, and Forest Products of Eastern North Carolin. Edición reimpresa de BiblioBazaar, 146 pp. ISBN 1141033070

- -------------------------------. 2009. Shade Trees for North Carolina. Edición reimpresa de General Books LLC, 62 pp. ISBN 0217649483

- -------------------------------. 1915. Loblolly, or North Carolina pine. Nº 24 de Bulletin (North Carolina Geological and Economic Survey), North Carolina Geological and Economic Survey. Editor Edwards & Broughton Print. Co. 176 pp.

- -------------------------------. 1913. Shortleaf pine in Virginia: the increase in its yield by thinning'. Volumen 849, Nº 2. Editor D. Bottom, superintendent of gov. print. 44 pp.

- r. clifford Hall, william willard Ashe. 1910. Preliminary study of forest conditions in Tennessee. Bulletin (Tennessee. State Geological Survey). Editor Baird-Ward print. Co. 56 pp.

- horace beemer Ayres, william willard Ashe. 1905. The Southern Appalachian forests. Nº 37-38. Professional paper, Geological Survey (U.S.) Editor Govt. print. off. 291 pp.

- La abreviatura «Ashe» se emplea para indicar a William Willard Ashe como autoridad en la descripción y clasificación científica de los vegetales.[1]